# Baata
Baata là một đô thị thuộc tỉnh Médéa, Algérie. Dân số thời điểm năm 2002 là 3.192 người.